# Sabine Fiedler

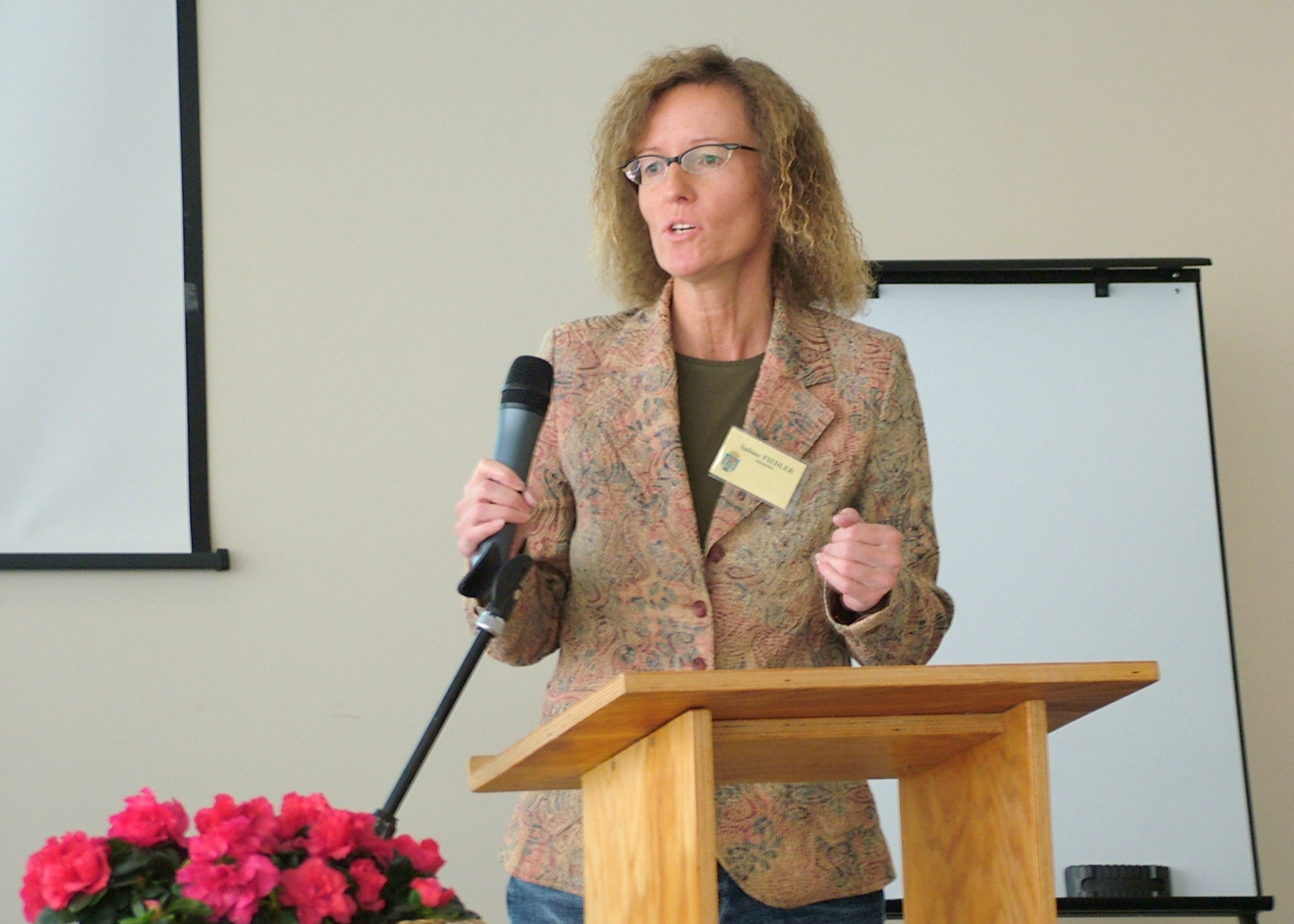
Sabine Fiedler bij een symposium aan UAM Poznań

Sabine Fiedler (Gorndorf, 9 december 1957) is een Duits taalkundige die les geeft aan de Universiteit Leipzig.
Sabine Fiedler studeerde Engels en Russisch aan de Maarten Luther-Universiteit (Halle) en promoveerde in de Engelse taalwetenschap. Sinds 1986 heeft ze gewerkt aan de Pedagogische Hogeschool van Leipzig, en daarna aan de Universiteit Leipzig. In 1999 habiliteerde ze zich in de algemene taalwetenschap (in interlinguïstiek).
In haar onderzoek houdt zij zich vooral bezig met fraseologie, interlinguïstiek/esperantologie, taalpolitiek en lingua franca-communicatie. In 2011 werd ze de voorzitter van de Gesellschaft für Interlinguistik.

## Werken (selectie)
- Fachtextlinguistische Untersuchungen zum Kommunikationsbereich der Pädagogik. Lang, Frankfurt a. M.[u. a.], 1991
- Plansprache und Phraseologie. Empirische Untersuchungen zu reproduziertem Sprachmaterial im Esperanto.  Lang, Frankfurt a. M. [u. a.], 1999
- Esperanta frazeologio. Universala Esperanto Asocio, Rotterdam 2002
- Sprachspiele im Comic. Das Profil der deutschen Comic-Zeitschrift Mosaik. Leipziger Universitätsverlag, Leipzig 2003
- English Phraseology. A Coursebook. Narr, Tübingen 2007
- (met Cyril Brosch, uitgever) Florilegium Interlinguisticum. Festschrift für Detlev Blanke zum 70. Geburtstag. Peter Lang, Frankfurt/M. 2011
- (met Ines Busch-Lauer, uitgever) Sprachraum Europa - Alles Englisch oder ...? Frank & Timme, Berlijn 2011
- (met Uwe Quasthoff en Erla Hallsteinsdóttir, uitgever) Frequency Dictionary German (2011), English (2012), Icelandic (2012), French (2013), Hungarian (2013), Esperanto (2014) Leipziger Universitätsverlag, Leipzig
- Englische Redewendungen und Sprichwörter in der Praxis. Engelsdorfer Verlag, Leipzig 2012
- "Gläserne Decke" und "Elefant im Raum" - Phraseologische Anglizismen im Deutschen. Logos, Berlijn 2014